# United People’s Movement (Antigua und Barbuda)
Das United People’s Movement (UPM) war eine politische Partei aus Antigua und Barbuda. Gegründet wurde sie 1982 vom früheren Premierminister von Antigua und Barbuda George Walter. Bei den Unterhauswahlen 1984 stellte die Partei 15 Kandidaten auf. Sie erlangte mit 4.401 Stimmen 23,04 %. Einen Sitz im Repräsentantenhaus konnte sie allerdings nicht erringen. Im Jahr 1986 fusionierte die Partei mit der National Democratic Party und es entstand die United National Democratic Party.